# Lửng chó Nhật Bản
Lửng chó Nhật Bản (danh pháp hai phần: Nyctereutes viverrinus), còn được gọi là tanuki (狸 (Li)), là một loài thuộc họ Chó đặc hữu của Nhật Bản. Đây là một trong hai loài thuộc chi Nyctereutes, cùng với loài lửng chó (N. procyonoides), mà trước đây chúng được xem là một phân loài bên trong.

## Tên gọi
Tanuki nổi bật trong truyền thuyết và tục ngữ của Nhật Bản,không phải lúc nào chúng cũng ưu tú hơn tất cả các loài vật khác cả. Trong tiếng địa phương, tanuki và mujina (狢, kyujitai: 貉) có thể giống gấu chó hay con lửng. Một con vật được biết đến là tanuki trong một vùng miền nào đó có thể được biết đến là mujina ở một vùng miền khác. Trong tiêu chuẩn ngôn ngữ địa phương của Tokyo hiện đại, thì tanuki là một con gấu chó hay con lửng, cho dù cách đọc của con sau lại được ưa thích hơn.
Khi viết tanuki bằng chữ Hán, 狸 (kyujitai: 貉) được dùng để ám chỉ các động vật có vú cỡ vừa, thường là mèo hoang. Trong khi mèo hoang chỉ sống ở một số vùng nhất định ở Nhật Bản chẳng hạn như Iriomote, Okinawa), người ta tin rằng, con vật này trước kia có nghĩa là tanuki, đáng lẽ ra là đã bắt đầu trong thời Nhật Bản phong kiến. Khi giải thích mưu mẹo này, cùng với sự quý hiếm của gấu chó ngoài Nhật Bản, có thể đã góp phần vào việc gây ra sự lẫn lộn trong việc dịch chính xác từ "tanuki" ra thành một ngôn ngữ khác.
Trong tiếng lóng của Nhật Bản, tanuki gao ("mặt của tanuki"), có thể cho thấy gương mặt giống y hệt thế kia của các con vật, hay một gương mặt biểu lộ sự giả vờ không quan tâm của con người. Kitsune gao ("mặt của cáo") cho thấy gương mặt của một người phụ nữ mặt dài, mắt hí, lông mày mỏng và hai gò má hô hốc.

## Trong văn hóa
Các bức tượng của Tanuki có thể tìm thấy rất nhiều ngoài cửa đền và nhà hàng, đặc biệt là các tiệm mì ở Nhật Bản. Các bức tượng này thường đội một chiếc mũ lớn, hình nón và thường cầm một chai rượu sake trên một tay, và một mẩu giấy hẹn ước hay một cái ví tiền rỗng trên tay còn lại. Các bức tượng Tanuki thường có bụng bự. Và lúc nào các bức tượng ấy cũng cho thấy những hòn dái khôi hài, đó là nét đặc trưng của chúng, và thường thõng xuống mặt đất hay sàn nhà, cho dù mấy thứ này lúc nào cũng bị bỏ quên trong nghệ thuật điêu khắc đương thời. Tanuki cùng với cái bìu dái được phóng lớn

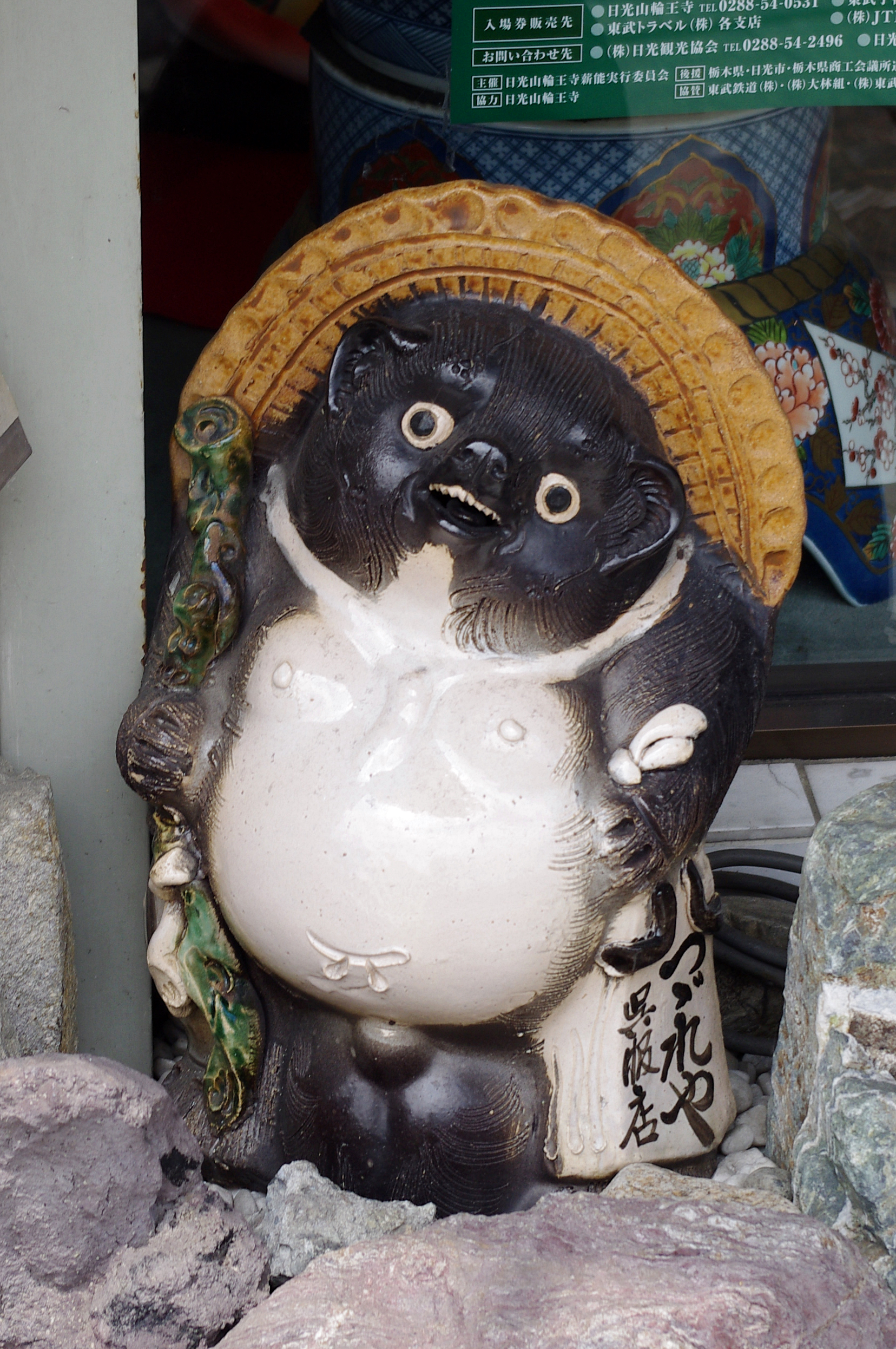
Một bức tượng Tanuki

Hình ảnh vui nhộn của Tanuki đã được người ta nghĩ ra và đã khai triển vào thời Kamakura. Con Tanuki hoang dã thật thì lại có hòn dái lớn và không cân đối, một chi tiết đặc trưng để khơi dậy cảm hứng khôi hài và thổi phồng trong sự miêu tả của các họa sĩ. Con tanuki có thể cho người ta thấy hòn dái nằm lăng lóc trên lưng như cái ba lô của người hành khách, hay sử dụng chúng như trống. Tanuki có các nét đặc trưng để miêu tả như cái bụng lớn của mình, chúng có thể được miêu tả một cái trống trên bụng thay vì là hòn dái rất đặc biệt trong nghệ thuật đương thời.
Trong thời Kamakura và Muromachi, một số câu truyện bắt đầu có hình ảnh một tanuki gian tà nhiều hơn. Truyện Otogizoshi của Kachi-kachi Yama đã khắc họa hình ảnh một tanuki đã đánh một bà cụ đến chết và dâng bà ta lên một ông chồng mà bà ta không biết như một món súp bà cụ, một sự bóp méo mỉa mai trong một công thức truyền thống dân gian là súp tanuki. Một tin đồn khác cho rằng tanuki đã trở nên vô hại và đã sinh sản ra các thành viên của đoàn thể. Một vài ngôi đền có những câu truyện về các thầy tu đời trước, là do tanuki cải trang thành. Con tanuki thay đổi hình dạng đôi khi được cho rằng là một tsukumogami, một biến đổi của các linh hồn của các chủ nhà tốt bụng đã được sử dụng khoảng một trăm năm trước hay hơn nữa.
Một câu chuyển nổi tiếng, được biết đến là Bunbuku chagama, kể về một con tanuki lừa một thầy tu bằng cách thay đổi hình dạng thành một cái ấm trà. Một câu chuyện khác kể về một con tanuki lừa một người thợ săn bằng cách biến tay của ông ta thành một cành cây, rồi ông dang rộng hai tay ra đến khi rớt xuống cây. Người ta thường bảo tanuki là những tên lái buôn xảo quyệt khi chúng sử dụng phép thuật để biến lá cây thành tiền giấy. Một vài câu chuyện miêu tả tanuki là một con vật sử dụng lá cây như một phần trong quá trình biến hình của chúng.
Tanuki có tám nét đặc biệt, mà mang những điều tốt lành, có thể tạo ra để hợp với biểu tượng "Hachi" (có nghĩa là tám) thường được tìm thấy trên các bình rượu sake mà các bức tượng cầm.
Tám nét đó là: một cái mũ sẵn sàng bảo vệ người dân khỏi rắc rối hay thời tiết xấu; con mắt to để nhận thức được tình hình môi trường và giúp người ta lựa chọn đúng đắn; một bình rượu sake tượng trưng cho đức hạnh; cái đuôi lớn là để chuẩn bị sự chín chắn và sức mạnh đến khi đạt được thành công; hòn dái quá cỡ là biểu tượng may mắn về tiền bạc; một mảnh giấy hẹn ước tượng trưng cho sự tin tưởng hay sự tự tin; cái bụng bự là biểu tượng của sự quyết định dũng cảm và điềm tĩnh; và một nụ cười thân thiện.
Một bài hát ở sân trường tại Nhật Bản (điệu nhạc bài hát có thể được nghe trong trò chơi dãy cuốn Ponpoko và được thay đổi khi hát trường quay phim Ghibli, lúc quay bộ phim Pom Poko), hoàn toàn ám chỉ thẳng thuật mổ xẻ của tanuki:
Tan Tan Tanuki no kintama wa,
Kaze mo nai no ni,
Bura bura
Tạm dịch:
Hòn dái của Tan-tan-tanuki
Không hề có gió nhưng cứ
Lắc lư lắc lư

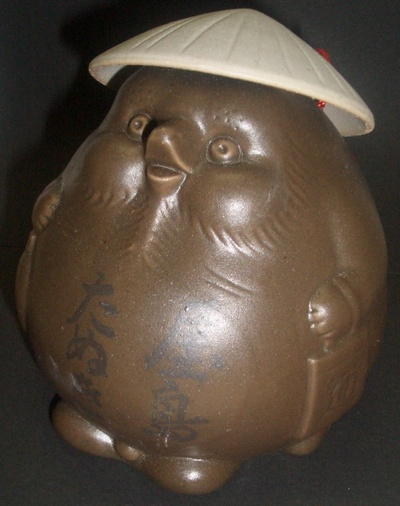
Một bức tượng

Nó vẫn có nhiều câu thơ khác nhau, khác tuỳ vùng miền. Nó được hát dưới giai điệu của một bài thánh ca trong buổi lễ Rửa tội ở Mĩ, có tên là "Chúng ta có nên tập trung đến bên dòng sông?". Trong ngành luyện kim, da của tanuki thường được sử dụng để pha loãng vàng. Theo như một kết quả, tanuki đã cộng tác cùng một số kim loại và thuật luyện kim. Các bức tượng tanuki nhỏ được đặt trang trí ở sân trước, và bùa may mắn để mang đến sự thịnh vượng. Cũng vì thế, đó là lý do tại sao được miêu tả là có một cái kintama (金玉, có nghĩa là banh vàng, cũng có nghĩa là hòn dái trong ngôn ngữ tự nhiên ở Nhật Bản) lớn.

## Văn hóa đại chúng
- Tanuki giữa một vai diễn nổi bật trong Tom Robbins' Villa Incognito.
- Tất cả các nhân vật chính trong trò Pom Poko đều là các tanuki thay đổi hình dạng và đang cố cứu lấy nhà ở của chúng trước sự khai phá thành thị. Truyền thuyết Nhật Bản về các con tanuki và kitsune chuyên thay đổi hình dạng đặc trưng nặng nề thông qua phim ảnh. Tanuki bị dịch sai trong phim là một con gấu chó trong màn lồng tiếng và bản dịch chính thức.
- Tom Nook, chủ cửa hàng trong Animal Crossing, là một tanuki (dù nó được dịch thành chồn), và nội thất bên trong và các đồ đạc khác anh mua và bán đều biến thành lá cây khi giữ trong túi đồ của người chơi. "Cháu trai" của Tom Nook là Timmy và Tommy đều là tanuki.
- Trong tập phim "The Hot Spell is the Spontaneous Onsen" của bộ phim Renkin 3-kyū Magical ? Pokān, bốn công chúa đều gặp phải tanuki trong hình dạng phụ nữ và dụ dỗ các cô gái suối nước nóng mà họ đang tìm và cuối cùng là ăn trộm quần áo của họ ở gần cuối tập phim. Khi họ nhận ra con tanuki trong quần áo của họ ở khúc gần cuối tập phim, Uma đã khai là đây là tất cả những gì họ muốn nói khi bị "lừa bởi một con tanuki".
- Doraemon rất ghét bị gọi mình là Tanuki (được dịch là chồn xanh).
- Trong Naruto, Nhất Vĩ Shukaku (Một trong chín vĩ thú) lấy cảm hứng từ loài tanuki.